# Heartbreaker (지드래곤의 노래)
Heartbreaker(한국어: 하트브레이커)은 대한민국의 음악 그룹 빅뱅의 G-Dragon의 노래이다. 이 노래는 2009년 8월 18일에 발매된 그의 데뷔 솔로 음반 Heartbreaker의 타이틀 곡이다. 이 노래는 발매와 동시에 한국의 각종 유명 음원 사이트의 1위를 차지했으며, 2009년 한해 동안 디지털 다운로드 300만 이상의 메가 히트를 기록했다. 그의 데뷔 솔로 음반은 2009년 가장 많은 판매량을 기록했다. 미국의 래퍼 플로 라이다가 참여한 공싯
식 리믹스 버전은 2011년까지 무제한으로 공개되어, 4,407,355 다운로드를 기록했다.

## 뮤직 비디오
이 노래의 뮤직 비디오는 곰TV에서 공개 된지 18일만에 500만 뷰의 조회수를 기록했다. 그의 뮤직 비디오는 이같은 성공으로 곰TV에서 선정한 "이달의 아티스트"상을 수상했다.

## 표절 논란
G-Dragon은 소니ATV뮤직퍼블리싱코리아으로부터 "Heartbreaker"와 "Butterfly"가 플로 라이더의 곡 "Right Round"와 오아시스의 곡 "She's Electric"과 비슷하다며 표절에 관한 고소장을 받았다. 또한 두 곡에 대한 일부의 권한을 갖고 있는 EMI에서도 "Right Round"와 유사성이 있다고 언급했다. 하지만 2012년 8월 21일 소니 코리아는 G-Dragon의 표절에 관련해, 일정 부분 유사성이 있긴 하지만 표절이라고 단정짓기는 어렵다고 공식적인 입장을 밝혔으며, MBC 《시사매거진 2580》에서 해당 곡의 저작권 관리인측 법률대리인은 YG 엔터테인먼트에 무단사용 경고장을 발송했다고 밝히며, "음악 전문가들의 감정을 거친 결과 상당히 실질적으로 유사하다는 판단을 받았다. 기획제작사 등에 대해 저작물 무단 이용에 대한 경고장을 발송한 상태다"고 인터뷰했다. 하지만 이에 대해 YG 엔터테인먼트는 "지드래곤 솔로 데뷔 음반 수록곡의 크레딧이 공개되지 않으면서 오해가 불거진 듯하다"며 "이번 지드래곤 솔로 음반에는 새로운 프로듀서와 작곡가가 대거 투입됐다"고 밝히며, "지드래곤이 지금까지 해온 것처럼 공동 작업으로 이뤄진 곡들이 많다"며 "타이틀곡인 '하트 브레이커'에는 스웨덴 프로듀서들이 함께 작업했다"고 설명했다. 이어 "반주가 비슷하기 때문에 표절이라고 주장하는 것은 비슷한 하우스 리듬을 쓰는 모든 하우스 곡들이 표절이라는 말과 같다"며 표절 논란에 대해 반박하며, "그런 논리라면 표절 논란이 불거진 플로 라이다의 노래 외에도 비슷한 곡들은 얼마든지 찾을 수 있다"며 "요즘 유행하는 비트를 참고한 것이지 표절한 것이 아니다. 노래 완곡이 공개되면 표절 논란은 수그러들 것"이라고 입장을 밝혔다. 또한 양현석은 9월 24일 YG 공식 웹사이트를 통해, 표절 논란이 생긴 이후 공식 입장이라며 언론에 공론화하는 소니 ATV의 행동에 강한 불쾌감을 들어내며 소니ATV가 보낸 경고장은 하루에 백통도 넘게 보낼 수 있는 형식적인 서류에 불과하다고 언급했다.
2010년 3월 6일, YG 엔터테인먼트는 G-Dragon의 솔로콘서트 《샤인 어 라이트》 라이브앨범에 "Heart breaker"이 표절논란에 휘말렸을 당시 원곡자로 거론됐던 뮤지션 플로라이다가 직접 피처링에 참여한 새로운 버전의 "Heart breaker"를 보너스CD에 수록한다고 발표했다. 그해, 5월 22일에는 플로라이다의 한국 콘서트의 스페셜 게스트로 G-Dragon이 초대 되어 플로라이다가 피처링한 새로운 버전의 "Heart breaker" 무대를 선보였다.